# 19082 Vikchernov
19082 Vikchernov è un asteroide della fascia principale. Scoperto nel 1976, presenta un'orbita caratterizzata da un semiasse maggiore pari a 2,2455229 UA e da un'eccentricità di 0,2542845, inclinata di 6,04770° rispetto all'eclittica.